# 弗林根 (巴登-符腾堡州)
弗林根（德語：Vöhringen，發音：[ˈføːʁɪŋən] ⓘ）是德国巴登-符腾堡州弗赖堡行政区罗特韦尔县的市镇，面积24.71平方千米，2023年12月31日人口为4,707人。